# IC 4937
IC 4937 је спирална галаксија у сазвјежђу Телескоп која се налази на листи објеката дубоког неба у Индекс каталогу.
Деклинација објекта је - 56° 15' 22" а ректасцензија 20h 5m 17,4s. Привидна величина (магнитуда) објекта IC 4937 износи 14,1 а фотографска магнитуда 14,9. IC 4937 је још познат и под ознакама ESO 185-60, IRAS 20012-5623, PGC 64074.